# Koala Man
Koala Man ist eine australisch-US-amerikanische animierte Comedyserie für Erwachsene, die von Michael Cusack erdacht wurde. In den Vereinigten Staaten fand die Premiere der Serie am 9. Januar 2023 auf dem US-amerikanischen Streamingdienst Hulu statt. Im deutschsprachigen Raum erfolgte die Erstveröffentlichung der Serie am 18. Januar 2023 durch Disney+ via Star als Original.

## Handlung
Kevin ist Familienvater mittleren Alters und hält als Superheld namens Koala Man die Stadt Dapto sauber. Seine wahre Identität ist jedoch nicht so geheim, wie man zunächst annehmen könnte, und er besitzt auch keine übernatürlichen Superkräfte, sondern wird von seiner brennenden Leidenschaft für das Durchsetzen von Regeln und das Bestrafen von Kavaliersdelikten angetrieben. Obwohl Dapto oberflächlich betrachtet eine gewöhnliche australische Stadt zu sein scheint, birgt sie kosmische und von Menschenhand geschaffene böse Mächte, die nur darauf lauern, Unheil über die ahnungslosen Einwohner zu bringen. Nicht selten zieht Kevin bei seinen Abenteuern als Koala Man seine inzwischen entnervte und frustrierte Familie mit hinein. Alles in allem tut Kevin sein Bestes, um gegen schurkische Supergenies, übernatürliche Erscheinungen und Volldeppen, für die das Wort Müllverordnung ein Fremdwort zu sein scheint, zu bestehen und seine Stadt zu einem sicheren Ort zu machen.

## Besetzung und Synchronisation
Die deutschsprachige Synchronisation entstand nach den Dialogbüchern von Katharina Schwarzmaier und Philine Peters-Arnolds sowie unter der Dialogregie von Katharina Schwarzmaier durch die Synchronfirma Interopa Film in Berlin.
| Rolle                      | Originalsprecher | Synchronsprecher  |
| -------------------------- | ---------------- | ----------------- |
| Kevin Williams / Koala Man | Michael Cusack   | Uwe Büschken      |
| Liam Williams              | Michael Cusack   | Tim Schwarzmaier  |
| Darren                     | Michael Cusack   | Valentin Stilu    |
| Vicky Williams             | Sarah Snook      | Silke Matthias    |
| Alison Williams            | Demi Lardner     | Lea Kalbhenn      |
| Big Greg                   | Hugh Jackman     | Thomas Nero Wolff |
| Principal Bazwell          | Jemaine Clement  | Thomas Wenke      |
| Spider                     | Jarrad Wright    | Sascha Krüger     |
| Janine                     | Rachel House     | Beate Gerlach     |
| Louise                     | Rachel House     | Cornelia Waibel   |
| Mindy                      | Miranda Otto     | Elisabeth Günther |

## Episodenliste
| Nr. | Deutscher Titel       | Originaltitel       | Erstveröffentlichung (USA) | Deutschsprachige Erstveröffentlichung (D/A/CH) | Regie         | Drehbuch                    |
| --- | --------------------- | ------------------- | -------------------------- | ---------------------------------------------- | ------------- | --------------------------- |
| 1   | Müll-Tag              | Bin Day             | 9. Jan. 2023               | 18. Jan. 2023                                  | Roberto Fino  | Michael Cusack              |
| 2   | Tiefe Taschen         | Deep Pockets        | 9. Jan. 2023               | 18. Jan. 2023                                  | Andrew Bowler | Dan Hernandez & Benji Samit |
| 3   | Die Regel Nummer eins | The Red Hot Rule    | 9. Jan. 2023               | 18. Jan. 2023                                  | Maik Hempel   | Nina Oyama                  |
| 4   | Der Einzigartige      | The Great One       | 9. Jan. 2023               | 18. Jan. 2023                                  | Roberto Fino  | Georgie Aldago              |
| 5   | Das Musikcamp         | Ode to A Koala Bear | 9. Jan. 2023               | 18. Jan. 2023                                  | Andrew Bumpy  | Lucas Gardner               |
| 6   | Die Spiele            | The Handies         | 9. Jan. 2023               | 18. Jan. 2023                                  | Maik Hempel   | Dario Russo & David Ashby   |
| 7   | Die Rache der Emus    | Emu War II          | 9. Jan. 2023               | 18. Jan. 2023                                  | Roberto Fino  | Anca Vlasan                 |
| 8   | Heiße Weihnacht       | Hot Christmas       | 9. Jan. 2023               | 18. Jan. 2023                                  | Andrew Bowler | Michael Cusack              |